# Lista över Malis statsöverhuvuden
Detta är en lista över Malis statsöverhuvuden.

## List
| #  | Portrait                        | Name (Birth–Death)               | Term of office    | Term of office              | Term of office          | Political party | Elected   |
| #  | Portrait                        | Name (Birth–Death)               | Took office       | Left office                 | Time in office          | Political party | Elected   |
| -- | ------------------------------- | -------------------------------- | ----------------- | --------------------------- | ----------------------- | --------------- | --------- |
| 1  |                                 | Modibo Keïta (1915–1977)         | 20 June 1957      | 19 November 1968 (deposed.) | Mall:Ayd                | US–RDA          | 1960 1964 |
| 2  |                                 | Moussa Traoré (1936–2020)        | 19 November 1968  | 26 March 1991 (deposed.)    | Mall:Ayd                | Military / UDPM | 1979 1985 |
| 3  |                                 | Amadou Toumani Touré (1948–2020) | 26 March 1991     | 8 June 1992                 | Mall:Ayd                | Military        | —         |
| 4  |                                 | Alpha Oumar Konaré (1946–)       | 8 June 1992       | 8 June 2002                 | Mall:Age in years years | ADEMA–PASJ      | 1992 1997 |
| 3  |                                 | Amadou Toumani Touré (1948–2020) | 8 June 2002       | 22 March 2012 (deposed.)    | Mall:Ayd                | Independent     | 2002 2007 |
| 5  |                                 | Amadou Sanogo (1972/73–)         | 22 March 2012     | 12 April 2012               | Mall:Ayd                | Military        | —         |
| 6  |                                 | Dioncounda Traoré (1942–) Acting | 12 April 2012     | 4 September 2013            | Mall:Ayd                | ADEMA–PASJ      | —         |
| 7  |                                 | Ibrahim Boubacar Keïta (1945–)   | 4 September 2013  | 18 August 2020 (deposed.'   | Mall:Ayd                | RPM             | 2013 2018 |
|    | National Committee for the Mali |                                  |                   |                             |                         |                 |           |
| 8  |                                 | Modibo Koné                      | 18 August 2020    | 19 August 2020              | Mall:Ayd                | Military        | –         |
| 9  |                                 | Assimi Goita (1983–)             | 18 August 2020    | 19 August 2020              | Mall:Ayd                | Military        | –         |
| 10 |                                 | Malick Diaw                      | 18 August 2020    | 19 August 2020              | Mall:Ayd                | Military        | –         |
| 11 |                                 | Sadio Camara                     | 18 August 2020    | 19 August 2020              | Mall:Ayd                | Military        | –         |
| 12 |                                 | Ismaël Wagué                     | 18 August 2020    | 19 August 2020              | Mall:Ayd                | Military        | –         |
| 13 |                                 | Fanta Mady Dembele               | 18 August 2020    | 19 August 2020              | Mall:Ayd                | Military        | –         |
|    | Salvation of the People Mali    |                                  |                   |                             |                         |                 |           |
| 9  |                                 | Assimi Goita                     | 24 August 2020    | 25 September 2020           | Mall:Ayd                | Military        | —         |
| 14 |                                 | Bah N'Daw                        | 25 September 2020 | 25 May 2021                 | Mall:Ayd                |                 | —         |
| 9  |                                 | Assimi Goita                     | 25 May 2021       | —                           | 4 year                  | Military        |           |